# Soini Nikkinen
Soini Mikael Nikkinen (Kiuruvesi, 19 de julho de 1923 - 2 de junho de 2012) foi um atleta finlandês de lançamento de dardo.